# Ray Richards
Raymond Richards (Croydon, 1946. május 18. –) ausztrál válogatott labdarúgó. 

## Pályafutása

### A válogatottban
1967 és 1975 között 31 alkalommal szerepelt az ausztrál válogatottban és 5 gólt szerzett. Részt vett az 1974-es világbajnokságon, ahol a Chile elleni csoportmérkőzésen kiállították. Az eset érdekessége, hogy miután megkapta a második sárga lapját a játékvezető nem mutatta fel neki a piros lapot. Azonban négy perccel később a negyedik számú játékvezető, a walesi Clive Thomas jelezte a hibát a partjelzőnek és így az iráni játékvezető Dzsafar Námdár is értesült a hibáról.

## Külső hivatkozások
- Ray Richards – a FIFA adatbázisában
- Ray Richards adatlapja a National-Football-Teams.com oldalon (angolul)

- Colin Curran (angol nyelven). FootballDatabase.eu